# Костюченка
Костюченка — струмок в Україні, у Миронівському районі Київської області. Правий доплив Бутені (басейн Дніпра).

## Опис
Довжина струмка приблизно 2,7 км.

## Розташування
Бере початок у селі Гулі. Спочатку тече на північний схід, потім на північний захід і впадає у річку Бутеню, праву притоку Росави.